# Hope Dworaczyk
 (juin 2017).
Si vous disposez d'ouvrages ou d'articles de référence ou si vous connaissez des sites web de qualité traitant du thème abordé ici, merci de compléter l'article en donnant les références utiles à sa vérifiabilité et en les liant à la section « Notes et références ».
Ida Ljungqvist Claire Sinclair
Hope Dworaczyk est un top-model et une playmate américaine. 
Née à Port Lavaca au Texas, elle a reçu son diplôme de l'enseignement secondaire à seize ans, et peu de temps après, gagna le concours de beauté Miss Teen Texas.
Elle est la deuxième top-model, après Sasckya Porto (Miss décembre 2007) à poser en tant que playmate pour le magazine Playboy.
Elle a d'abord concouru pour être la Playmate du 55e anniversaire de Playboy (c'est Dasha Astafieva qui a été désignée Miss janvier 2009) mais elle a été choisie comme Miss avril 2009 (photographiée par Stephen Wayda) puis Playmate de l'Année 2010. À cette occasion, elle a fait la couverture du magazine qui, pour la première fois de son histoire, a publié, outre le dépliant central traditionnel, une version 3-D de celui-ci. Outre le cachet habituel et de nombreux autres cadeaux à l'occasion de sa promotion au titre de Playmate de l'Année, elle a reçu, contrairement à la tradition, au lieu d'une automobile, une des motos les plus luxueuses et la plus puissante, une BMW S 1000 RR.
Elle a épousé l'homme d'affaires et philanthrope  Robert F. Smith (en) le 25 juillet 2015, fréquenté depuis plusieurs mois ; ils avaient déjà un fils, Hendrix Robert, né en décembre 2014.